# Sołomon Kotlar
Sołomon Osipowicz Kotlar (ros. Соломон Осипович Котляр, ur. 1890 w Malinie w guberni kijowskiej, zm. we wrześniu 1967 w Moskwie) – radziecki działacz partyjny i związkowy.

## Życiorys
W 1918 został członkiem RKP(b), 1919-1920 był sekretarzem orenburskiego gubernialnego komitetu RKP(b), od 1922 do lipca 1923 sekretarzem odpowiedzialnym wołogodzkiego gubernialnego komitetu RKP(b), a od 1923 do sierpnia 1927 sekretarzem odpowiedzialnym terskiego gubernialnego/okręgowego komitetu RKP(b)/WKP(b). Od sierpnia 1927 był słuchaczem kursów marksizmu-leninizmu przy Akademii Komunistycznej, od listopada 1929 do 1930 sekretarzem odpowiedzialnym orłowskiego okręgowego komitetu WKP(b), w latach 1930–1931 instruktorem odpowiedzialnym KC WKP(b), a 1931–1937 przewodniczącym KC Związku Pracowników Instytucji Państwowych. W latach 1937–1939 kierował Wydziałem Ubezpieczenia Społecznego Wszechzwiązkowej Centralnej Rady Związków Zawodowych, 1939–1944 ponownie był przewodniczącym KC Związku Pracowników Instytucji Państwowych, w 1945 dyrektorem Wydawnictwa „Ejnikajt”, w latach 1945–1946 zarządzającym sprawami Żydowskiego Komitetu Antyfaszystowskiego, a od 1946 do lutego 1949 kierownikiem Wydziału Sieci Korespondencyjnej agencji Sowinformbiuro. 6 lutego 1949 został aresztowany, w styczniu 1950 skazany na 10 lat pozbawienia wolności i 5 lat utraty praw, 1956 zwolniony. Pochowany na Cmentarzu Nowodziewiczym w Moskwie.